# 高知県歯科医師会
一般社団法人高知県歯科医師会（こうちけんしかいしかい 英称 Kouchi Dental Association）は、高知県の歯科医師を会員とする法人。

## 本部所在地
- 〒780-0850 高知県高知市丸ノ内1-7-45 総合あんしんセンター2階 ※同センター4階には高知県医師会がある。

## 郡市歯科医師会
- 高知市歯科医師会 〒780-0066 高知市比島町4-5-20